# 2003 HM57
2003 HM57, também escrito como 2003 HM57, é um objeto transnetuniano que está localizado no Cinturão de Kuiper, uma região do Sistema Solar. Este corpo celeste é classificado como um plutino, pois, o mesmo está em uma ressonância orbital de 2:3 com o planeta Netuno. Ele possui uma magnitude absoluta de 9,0 e tem um diâmetro estimado com 70 km.

## Descoberta
2003 HM57 foi descoberto no dia 26 de abril de 2003.

## Órbita
A órbita de 2003 HM57 tem uma excentricidade de 0,319 e possui um semieixo maior de 39,553 UA. O seu periélio leva o mesmo a uma distância de 26,945 UA em relação ao Sol e seu afélio a 52,161 UA.